# Brama wjazdowa w Starej Kraśnicy
Brama wjazdowa w Starej Kraśnicy – zabytkowa brama do zamku w Starej Kraśnicy – wsi w Polsce, w województwie dolnośląskim, w powiecie złotoryjskim, w gminie Świerzawa, na pograniczu Pogórza Kaczawskiego i Gór Kaczawskich w Sudetach.
Brama wraz z murami obronnymi postawiona w 1622 prowadzi do dworu zbudowanego w połowie XVI w., należącego do Melchiora von Hoberg. W 1580 jego właścicielem był Adam von Schlewitz, żonaty z Margarethą von Schweinichen ze Świn. W kolejnych latach dwór był własnością wielu rodów.
W szycie bramy  od strony wjazdu znajdują się herby, von: Schliewitz i Schweinichen, natomiast od strony dziedzińca von: Reibnitz i Rothkirch.

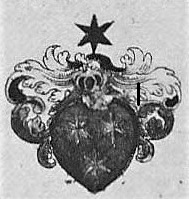
Herb von Schliewitz
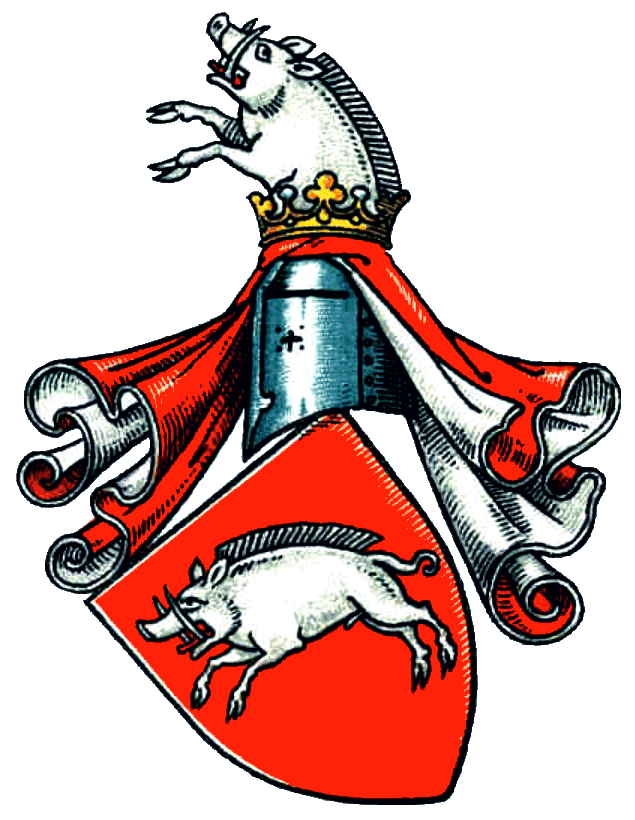
Herb von Schweinichen
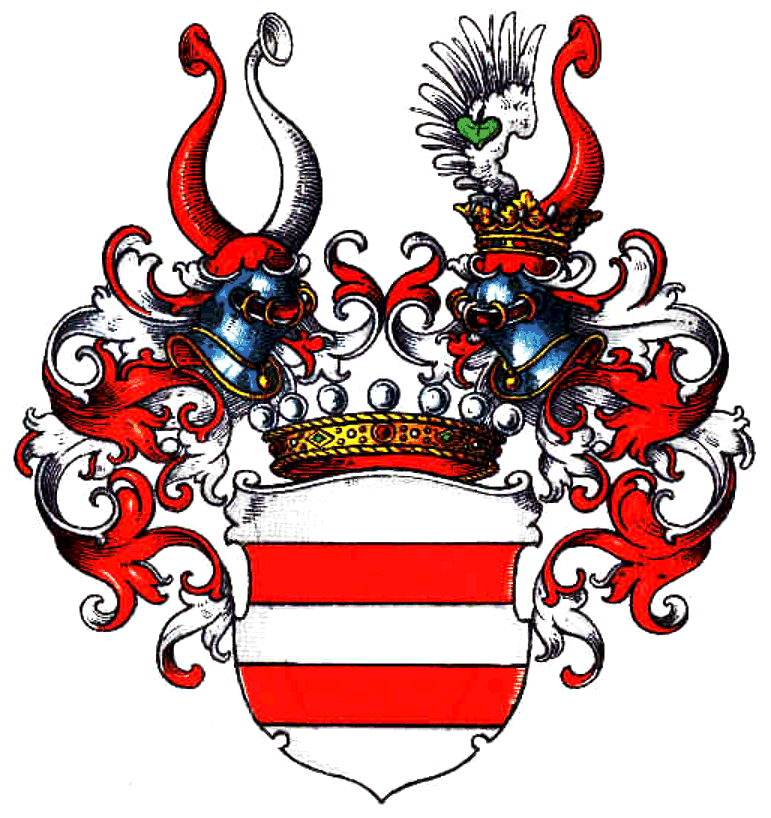
Herb von Reibnitz
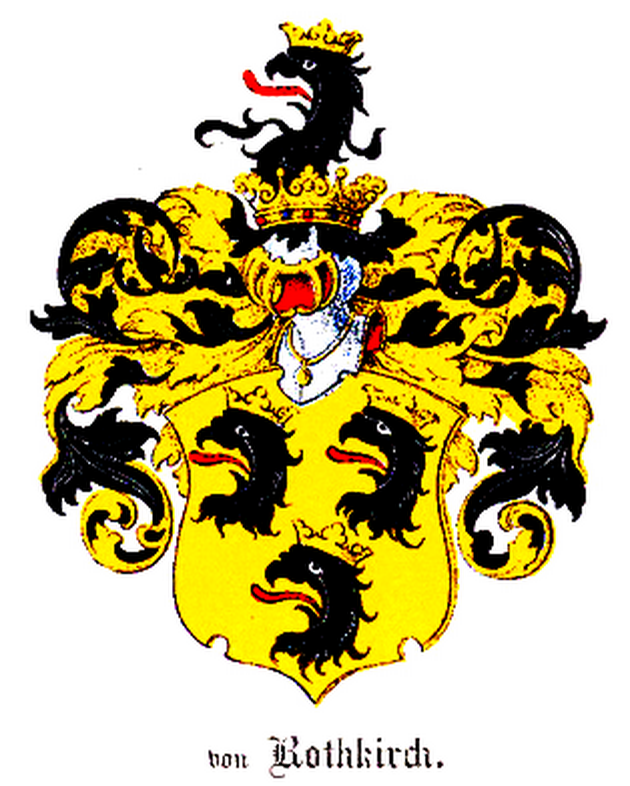
Herb von Rothkirch

Obiekt jest częścią zespołu zamkowego, w skład którego wchodzą jeszcze: 
- Zamek w Starej Kraśnicy[8],
- park z XIX w.[9],
- oficyna folwarczna (willa) z 1902,  dom nr 1[10][1].